# فرندة
فرندة مدينة وبلدية تابعة إقليميا لولاية تيارت الجزائرية. تقع في الهضاب العليا الغربية للجزائر.

## جغرافيا
تستقربلدية فرندة على ارتفاع يقدر بـ 1100 م و1260 م عن سطح البحر

### الموقع
تبعد عن وهران بـ: 220 كلم، وعن معسكربـ 110 كلم وعن تيارت بـحوالي50 كم

## أحياؤها الشعبية

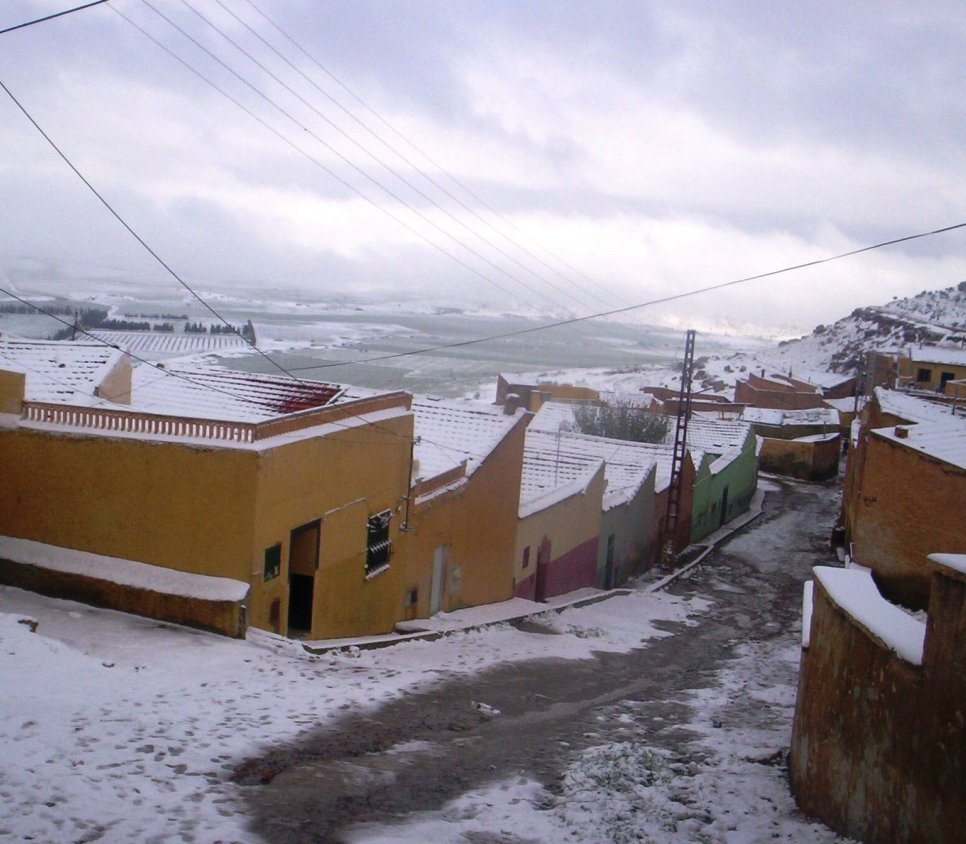
تساقط الثلوج بفرندة

وسط المدينة Centre Ville
- حطاب أحمد «شعبة عربية»
- حمدوش
- بن يزدي
- الباتوار
- بني ساعد
- البناء الذاتي
- الانتفاضة
- 8 ماي 1945
- الكاريال
- الكاريال الظهراني
- سيدالناصر
- لباب الكبير
- حي 220 مسكن
- حي 440 مسكن
- حي القواير
- الباب الكبير
- كاستور1
- حي 34شهيد
- لاكراش (الحضانة)
- العناصر
- بلانكوس
- الضحايا
- حي اللوز
- حي سوالم
- باطمات كرمس
- دموش
- لاسيتي
- كاستور2 (شيكولا)
- حي إمارة الجديد
- أول نوفمبر
- العناصر
- الكرطي
- سيدي عمر
- المعايزية
- تاوغزوت
- أم لمسان
- طرنانش

## تاريخ

### العصر الحديث
- 1843/ 1850استغل الاستعمار الفرنسي هذه المكانة الإستراتيجية وأقام بها ثكنة عسكرية وتمركز بها المعمرين المدنيين،
- أصبح الملحق جزءًا من بلدية معسكر الأصلية بموجب مرسوم صادر في 13 نوفمبر 1874. تم إلغاء بلدية فرندا الأصلية، التي تم إنشاؤها بموجب مرسوم صادر في 30 ديسمبر 1875، بموجب مرسوم صادر في 27 سبتمبر 1880.[4]
- وأطلق عليها اسم البلدية المختلطة [5] حتى أصدر المرسوم الفرنسي في 31 ديسمبر 1957 والمعروف la loi de cadre لتصبح مدينة فرندة دائرة تابعة لعمالة تيارت

## ثقافة

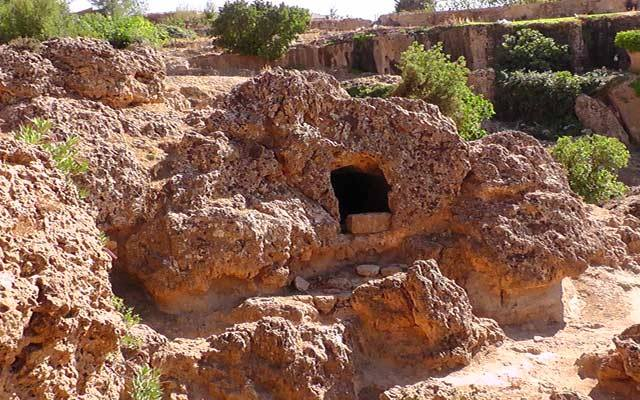
مغارة بن خلدون

- الأجدار الأضرحة النوميدية وهي عبارة عن هضاب وجبال
- مغارة ابن خلدون
- مكتبة «جاك بارك» واسمها الرسمي ملحقة المكتبة الوطنية فرندة

### موروث شعبي
تقام عدة حفلات للاولياء الصالحين مثل وعدات:
- سيدي عمر
- سيدي علال
- سيدي بختي
- الجبابرة
- سيدي أحمد بن داود
- سيدي محمد بن خليفة شايع

## شهداء فرندة
ومن أشهر شهدائها:
- الاخوة بوطيبة
- قندوز محمد
- قلايلية
- أحمد'حطاب
- أحمد'ربيع
- بو شامة
- فروج عبد القادر.

## الطبيعة

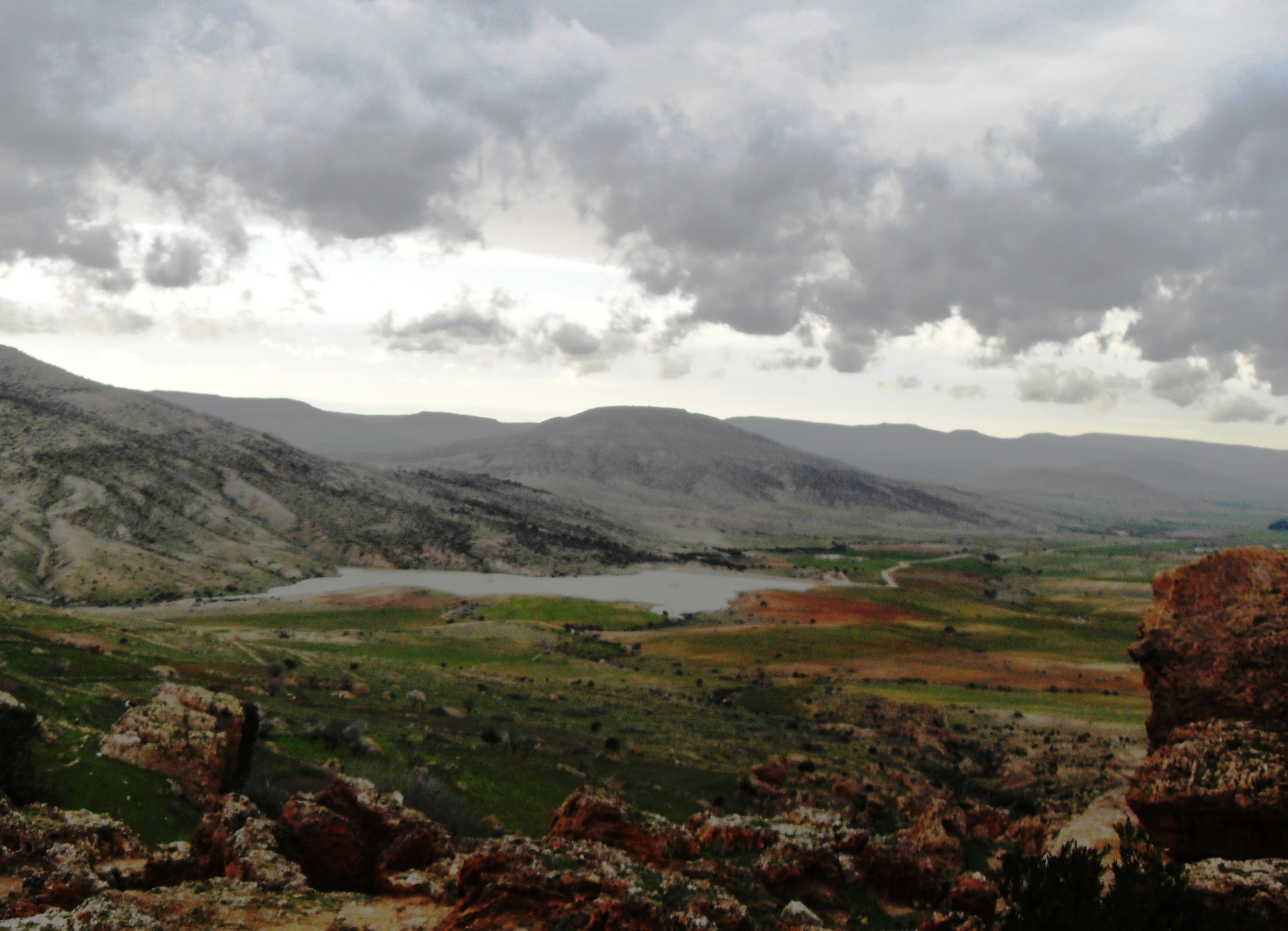
منظر طبيعي بتاوغزوت

تمتاز بالمناظر الخلابة، بها واد فرجة وغابة زاويل وسد توغزوت وتقدر مساحة الأراضي الغابية بها: 60041 هكتار، أما الأراضي المخصصة للفلاحة فتقدر بـ 76570 هكتار.وتمتد سلسلة جبلية وهضاب ذات بنية فيزيائية خاصة، وتضم غطاء غابي واسع شمالا وأراضي فلاحية مترامية الأطراف تمتد في سهول لتات والأراضي الخصبة لمنطقة سرسو، أما التجمعات السكانية فتضم 4987 نسمة ’ فتمتزج بذلك الطبيعة والإنسان في وحدة فنية بديعة تسلب الأنظار.
الطبيعة في المنطقة تزخر بمختلف أنواع التضاريس تخترقها مرتفعات وهضاب تمتد من الجنوب الشرقي إلى الشمال الغربي حيث يستقر تاريخ هذه المنطقة في قلب هذه الالتواءات التي أوجدت منحدرات اتخذتها الإنسان منذ عصور طويلة مستقرا له. فتضم انحرافات تمتد إلى الجنوب حيث سهول لتات المجاورة لجبال منها المتفرقة كالجبل الصغير والكبير، وسلسلة جبال القعدة تعرف مساحات غابية في شكل أدغل أما في الشمال والشرق يظهر تباين واضح لالتواءات تخترقها مساحات سهبية كانت تشكل عامل قوي للاستقرار فاتخذ الإنسان من مناطقها الإستراتيجية مركزا للمراقبة والتحصن، فالمسلمون أنشؤو عليها قديما رباطات لتعليم القرآن ونشر الإسلام وحماية كل المنطقة على مسافات بعيدة من أي معتد على أهلها، وكان هذا في العصور الوسطى، أما في العصور القديمة فقد شهدت تمركز سكان فنيقيين ووندال ورومانيين. والآثار المتبقية بها شاهدة على عراقة هذا الموروث العمراني والحضاري.